# Çakmakçılar, Derepazarı
Çakmakçılar là một xã thuộc huyện Derepazarı, tỉnh Rize, Thổ Nhĩ Kỳ. Dân số thời điểm năm 2010 là 235 người.